# Saint-Symphorien-des-Bois
Saint-Symphorien-des-Bois ist eine französische Gemeinde mit 412 Einwohnern (Stand: 1. Januar 2022) im Département Saône-et-Loire in der Region Bourgogne-Franche-Comté. Sie gehört zum Arrondissement Charolles und zum Gemeindeverband Communauté de communes Brionnais Sud Bourgogne. Die Bewohner werden Sensfrisnois und Sensfrinoises genannt.
Die Gemeinde erhielt 2022 die Auszeichnung „Eine Blume“, die vom Conseil national des villes et villages fleuris (CNVVF) im Rahmen des jährlichen Wettbewerbs der blumengeschmückten Städte und Dörfer verliehen wird.

## Geografie
Saint-Symphorien-des-Bois liegt etwa 52 Kilometer westnordwestlich von Mâcon in den Hügellandschaften von Brionnais und Charolais. Nachbargemeinden von Saint-Symphorien-des-Bois sind Dyo im Norden und Nordosten, Colombier-en-Brionnais im Osten und Nordosten, Curbigny im Süden und Südosten, Baudemont im Süden, Vareilles im Südwesten, Amanzé im Westen sowie Saint-Germain-en-Brionnais im Nordwesten.

## Bevölkerungsentwicklung
| Jahr                      | 1962 | 1968 | 1975 | 1982 | 1990 | 1999 | 2006 | 2011 | 2016 |
| Einwohner                 | 382  | 401  | 388  | 395  | 414  | 409  | 409  | 415  | 445  |
| Quelle: Cassini und INSEE |      |      |      |      |      |      |      |      |      |

## Sehenswürdigkeiten
- Kirche Saint-Symphorien, erbaut 1857
- Kapelle Saint-Georges

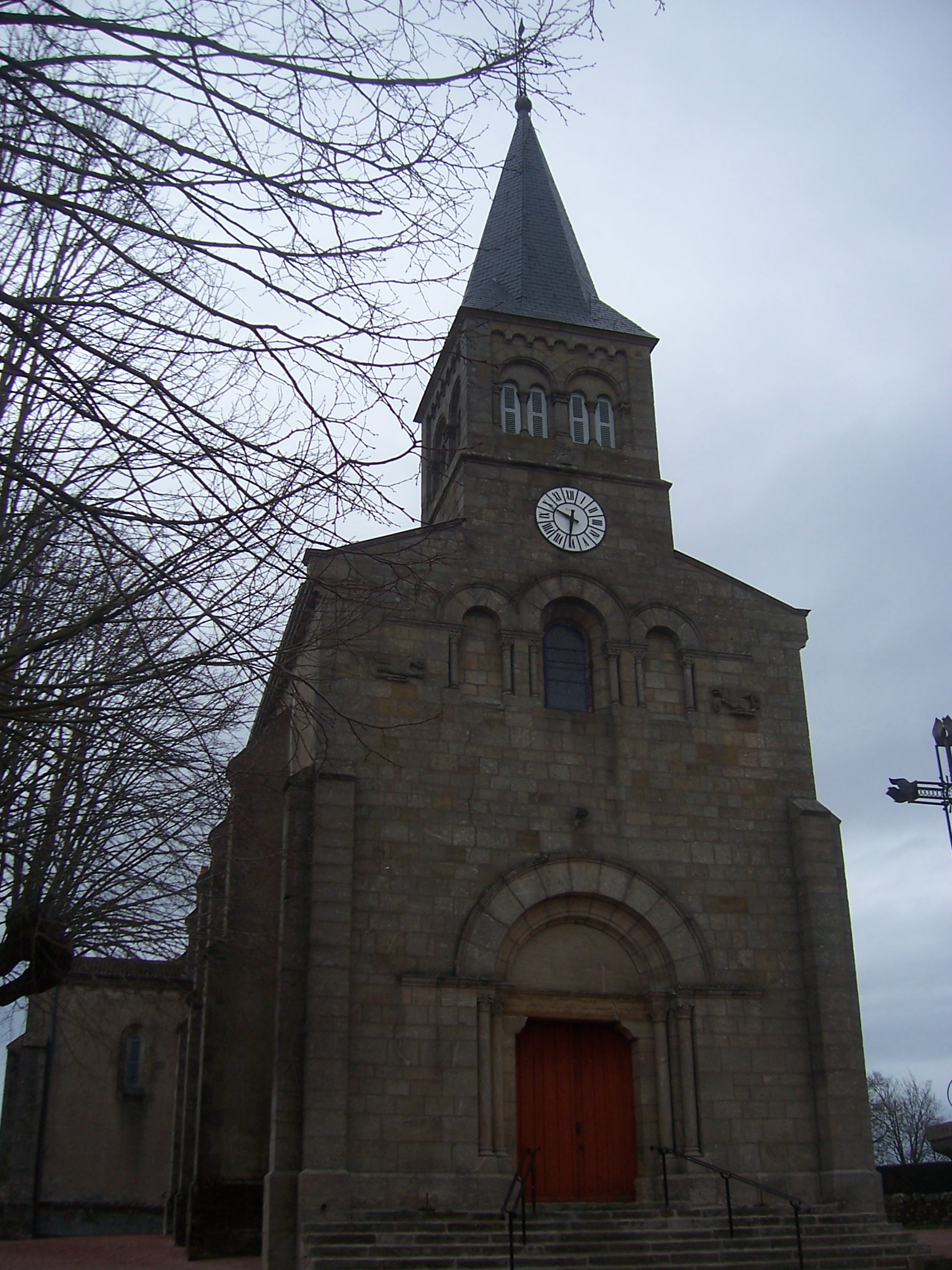
Kirche Saint-Symphorien
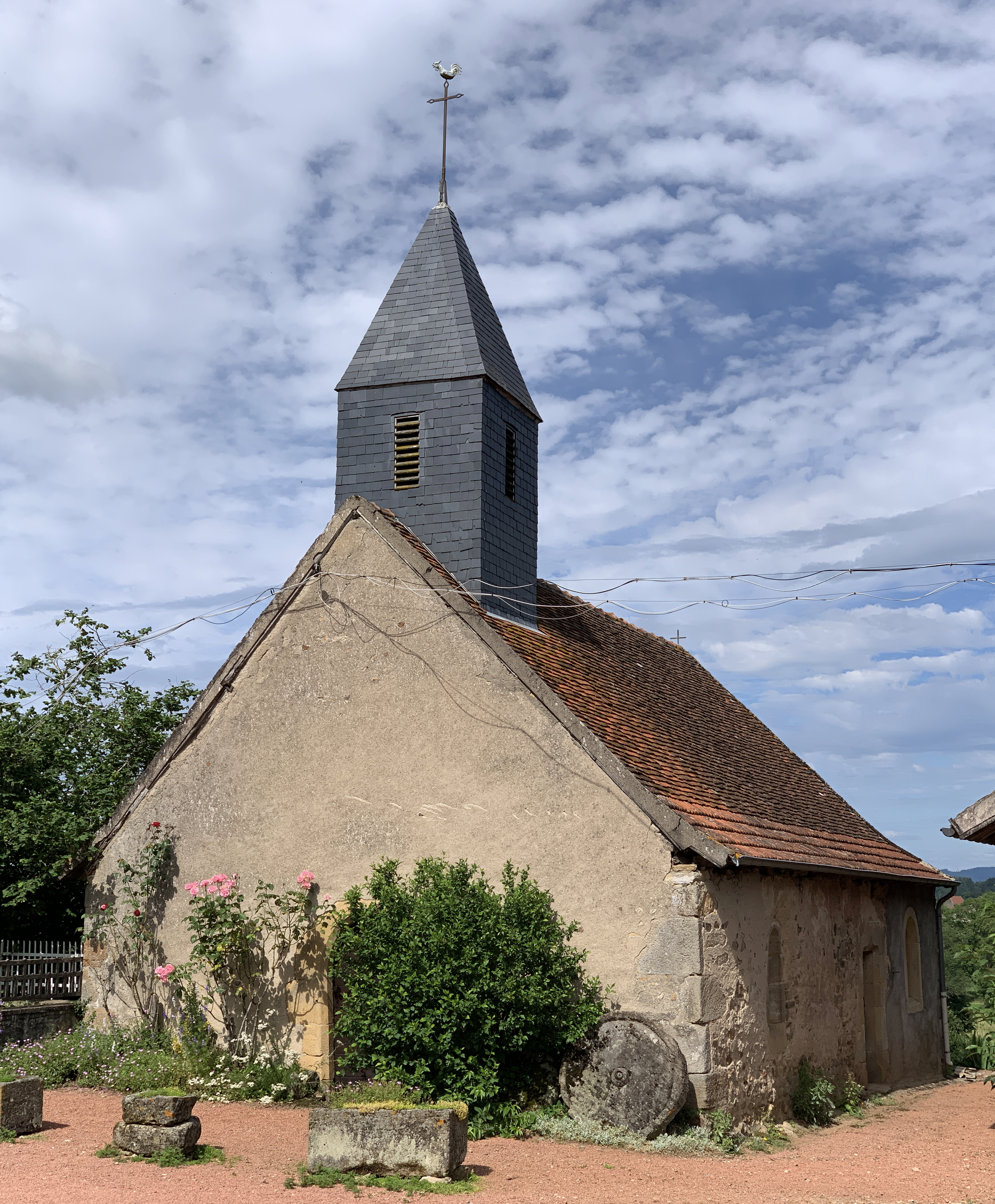
Kapelle Saint-Georges

## Belege
1. ↑  SAINT SYMPHORIEN DES BOIS. Conseil national des villes et villages fleuris, abgerufen am 7. August 2023 (französisch).
2. ↑  Saint-Symphorien-des-Bois auf cassini.ehess.fr
3. ↑  Saint-Symphorien-des-Bois auf insee.fr